# Пію сірочеревий
Пію сірочеревий (Synallaxis cinerascens) — вид горобцеподібних птахів родини горнерових (Furnariidae). Мешкає в Південній Америці.

## Опис

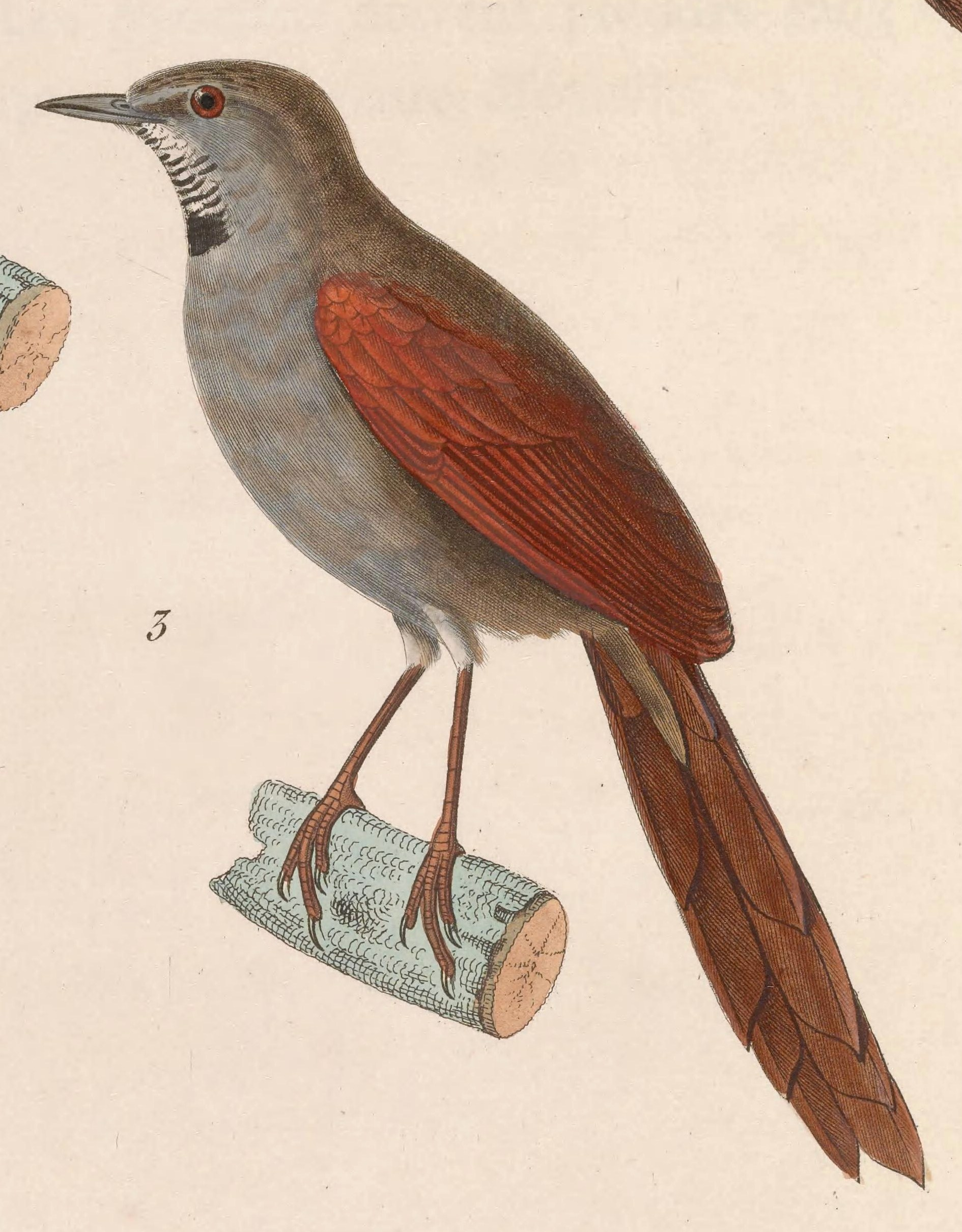
Сірочеревий пію

Довжина птаха становить 14-15 см, вага 10-14 г. Верхня частина тіла оливково-коричнева, боки сіруваті, крила і хвіст рудуваті. Підборіддя і горло білі, на горлі чорна пляма. Нижня частина тіла сіра. Дзьоб чорний, знизу біля основи сіруватий. Лапи зеленувато-сірі, очі червонуваті.

## Поширення і екологія
Сірочереві пію мешкають на південному сході Бразилії (на південь від Гоясу, Мінас-Жерайсу і півдня Еспіриту-Санту), на сході Парагваю, на північному сході Аргентини (Місьйонес, схід Коррієнтесу) та на півночі Уругваю. Вони живуть в підліску тропічних і субтропічних вологих рівнинних лісів. Зустрічаються на висоті до 1150 м над рівнем моря, поодинці або парами. Живляться безхребетними. Гніздо кулеподібне, зроблене з гілочок, діаметром 0,5-0,6 м. Сезон розмноження триває протиягом південної весни і південного літа.